# Temnotrema phoenissa
Temnotrema phoenissa is een zee-egel uit de familie Temnopleuridae.
De wetenschappelijke naam van de soort werd in 1926 gepubliceerd door Hubert Lyman Clark.